# Enigmatic (album)
Enigmatic – album Czesława Niemena i zespołu Niemen Enigmatic, wydany w roku 1970, nakładem wytwórni Polskie Nagrania „Muza”. Uznawany za jedną z najlepszych polskich płyt rockowych.

## Inspiracja
Według wspomnień samego Niemena impulsem powstania płyty był Wojciech Młynarski, który w 1968 w czasie Festiwalu w Sopocie powiedział mu „gdybyś tak skrobnął muzykę do wiersza Norwida Bema pamięci żałobny rapsod, to byłoby dopiero coś”.

## Reakcje
Płyta spotkała się ze znakomitym przyjęciem większości krytyków i publiczności, utwór Bema pamięci żałobny rapsod spędził 18 tygodni na pierwszym miejscu listy przebojów Studia Rytm, a cały album został w 1971 uhonorowany laurem złotej płyty.

Album [...] urzekł siłą wyrazu całości i urodą najdrobniejszych detali. Dwa jego obszerne fragmenty – monumentalny, epicki, początkowo utrzymany w klimacie chorału gregoriańskiego (w nagraniu wziął udział chór), a potem wybuchający rockiem „Bema pamięci żałobny – rapsod” oraz wyprowadzone z bluesa, a opracowane z jazz-rockową swobodą „Jednego serca” – udowodniły, że Niemen nie tylko zwrócił uwagę na szeroko pojęty rock progresywny, lecz również potrafił stworzyć jego własny, oryginalny, „słowiański” model, nie ustępujący najbardziej wartościowym wzorom zagranicznym

Istniały także głosy krytyczne wobec płyty koncentrujące się głównie na oskarżeniu Niemena o „szarganie się na świętości narodowe”. Wiele krytycznych uwag poświęciła Niemenowi na łamach miesięcznika „Literatura” Mieczysława Buczkówna, autorka słynnego wówczas eseju „Niemen w dolinie świec”.
W 1977 roku niemiecka grupa krautrockowa Jane wykorzystała sekwencję chóru gregoriańskiego z „Bema pamięci żałobny – rapsod” do suity Between Heaven and Hell z albumu o tym samym tytule.

## Lista utworów
| 1. | „Bema pamięci żałobny-rapsod” (muz. Czesław Niemen, sł. Cyprian Kamil Norwid) | 16:27 |
|    |                                                                               |       |
| 2. | „Jednego serca” (muz. Czesław Niemen, sł. Adam Asnyk)                         | 7:45  |
|    |                                                                               |       |
| 3. | „Kwiaty ojczyste” (muz. Czesław Niemen, sł. Tadeusz Kubiak)                   | 7:25  |
|    |                                                                               |       |
| 4. | „Mów do mnie jeszcze” (muz. Czesław Niemen, sł. Kazimierz Przerwa-Tetmajer)   | 4:40  |
|    |                                                                               |       |
|    |                                                                               | 36:17 |
|    |                                                                               |       |

## Skład zespołu
- Czesław Niemen – śpiew, organy Hammonda
- Zbigniew Namysłowski – saksofon altowy
- Zbigniew Sztyc – saksofon tenorowy
- Janusz Zieliński – gitara basowa
- Tomasz Jaśkiewicz – gitara
- Czesław Bartkowski – perkusja

## Gościnnie
- Michał Urbaniak – saksofon tenorowy, flet

oraz
- Alibabki – grupa wokalna
- chór akademicki pod dyr. Romualda Miazgi

## Wydania
- LP 1970 Polskie Nagrania „Muza” XL/SXL 0576 PL
- LP 1970 Supraphon 013 0890 CS
- LP 1986 Polskie Nagrania Muza SX 2550 PL
- CD 1991 Digiton DIG 114 PL
- MC 1992 Digiton DIG C 108 PL
- CD 1995 Digiton nae 104 PL
- CD 1996 Polskie Nagrania Muza PNCD 356 PL
- MC 1996 Polskie Nagrania Muza CK 1417 PL
- CD 2002 Polskie Radio PRCD 335 PL

Uwagi:
- Wydanie czeskie ma zmienioną okładkę
- SX 2550 pochodzi z serii „Z archiwum polskiego beatu”, podtytuł dla całej serii „Reedycje”, numer w serii – „Vol. 25” i ma zmienioną okładkę
- nae 104 jest częścią serii „Niemen retrospekcja”
- PNCD 356 jest częścią serii „Niemen od początku”
- PRCD 335 jest częścią pierwszego boxu „Niemen od początku”